# 長野県駒ヶ根工業高等学校
長野県駒ヶ根工業高等学校（ながのけんこまがねこうぎょうこうとうがっこう）は、長野県駒ヶ根市にある公立工業高等学校である。

## 概要
- 略称は「駒工」（こまこう）。
- 文化祭は「駒工祭」と称し、その名称は校名に由来する。
- 工業高校のため、圧倒的に男子生徒が多い。
- 卒業後の進学者は4割、就職者は６割程度で、進学希望者は専門科である点を活かし、専門高校特別推薦入試やAO入試を利用し国公立大学、工科大学等へと進学していく者もいる。
- 校内には長野県から正式に認可された水力発電所が存在する。
- ロボコンのマイコンカー班は全国大会に毎年出場するなど偉業を成し遂げている

## 沿革
- 1942年（昭和17年） - 赤穂農商学校福岡農場として発足。
- 1948年（昭和23年）4月1日 - 学制改革により、赤穂農商学校が長野県赤穂高等学校となる。
- 1961年（昭和36年）4月1日 - 農業課程を工業課程に転換、機械科を設置。
- 1963年（昭和38年）4月1日 - 電気科、工業化学科を設置。
- 1964年（昭和39年）4月1日 - 長野県赤穂高等学校から分離独立し、長野県駒ヶ根工業高等学校となる。
- 1985年（昭和60年）4月1日 - 工業化学科を情報技術科に転科。
- 2003年（平成15年）4月 - 文部科学省より学力向上フロンティアハイスクールの指定（3年間）を受ける。
- 2013年（平成25年） - 直径1.8メートルの電波望遠鏡を製作し、太陽の観測を開始[1]。
- 2015年（平成27年）3月 - 太陽フレアの観測に成功[1]。

## 教育目標
1. 工業を中心とする基礎的・実践的な教育（「ものづくり」を中心とした体験学習）を通して工業人としての自覚を持ち、その使命と責任を全うできる実践力のある人間を育成する。
2. 人間としてお互いの人格を尊重し、明るく、楽しく、安心して過ごせる学校づくりを目指す。
3. 自主活動（生徒会活動・ボランティア活動等）を通して、自主・自立の精神を鍛え、健康の維持と体力の増進を図る。
4. 地域との連携を深め、開かれた学校づくりを目指す。

## 出身者
- 橋本浩（株式会社キョウデン会長)
- 吉瀬敬太(作曲家)

## 校章
- 山（駒ヶ岳）と翼を組み合わせ、中央に高の文字。

## 最寄駅
- 東海旅客鉄道飯田線：伊那福岡駅